# 東 (渋谷区)
東（ひがし）は、東京都渋谷区の地名。現行行政地名は東一丁目から東四丁目。住居表示実施済区域。

## 地理
東京都渋谷区の東部に位置する。町域内は、大半が住宅地となっている。また、渋谷駅ないし渋谷から広尾方面を走る明治通り沿いや、恵比寿駅に近い場所はオフィスビルや雑居ビルなどが目立ち、商業地となっている。國學院大學渋谷キャンパスや実践女子大学渋谷キャンパスなど、教育機関も多く設置されている。

### 地価
住宅地の地価は、2025年（令和7年）1月1日の公示地価によれば、東3-7-11の地点で113万円/m2となっている。

## 歴史

### 地名の由来
1966年（昭和41年）の住居表示実施以前「東」という町名は渋谷区には存在しなかったが、住居表示実施の際に常磐松町と氷川町を合わせ、新たに「東」と命名された。新町名の命名に関して、常磐松町の住民と氷川町の住民が対立したため、「渋谷市街地の東側にある」「恵比寿の東側にある」という理由から、妥協案として提示された「東」が採用された。

### 町名の変遷
| 実施後   | 実施年月日   | 実施前（各町名ともその一部）                                                       |
| -------- | ------------ | ---------------------------------------------------------------------------------- |
| 東一丁目 | 1966年4月1日 | 田毎町、氷川町、常磐松町、中通二丁目、八幡通一丁目、八幡通二丁目、恵比寿東二丁目   |
| 東二丁目 | 1966年4月1日 | 氷川町、中通二丁目、若木町、恵比寿東二丁目                                         |
| 東三丁目 | 1966年4月1日 | 永住町、上智町、氷川町、中通一丁目、中通二丁目、下通三丁目、若木町、恵比寿東二丁目 |
| 東四丁目 | 1966年4月1日 | 常磐松町、緑岡町、若木町                                                           |

## 世帯数と人口
2024年（令和6年）12月1日現在（渋谷区発表）の世帯数と人口は以下の通りである。
| 丁目     | 世帯数    | 人口    |
| -------- | --------- | ------- |
| 東一丁目 | 1,284世帯 | 2,027人 |
| 東二丁目 | 1,776世帯 | 2,657人 |
| 東三丁目 | 1,477世帯 | 2,216人 |
| 東四丁目 | 662世帯   | 1,161人 |
| 計       | 5,199世帯 | 8,061人 |

### 人口の変遷
国勢調査による人口の推移。
| 年                 | 人口  |
| ------------------ | ----- |
| 1995年（平成7年）  | 7,040 |
| 2000年（平成12年） | 7,304 |
| 2005年（平成17年） | 7,894 |
| 2010年（平成22年） | 7,825 |
| 2015年（平成27年） | 8,239 |
| 2020年（令和2年）  | 9,123 |

### 世帯数の変遷
国勢調査による世帯数の推移。
| 年                 | 世帯数 |
| ------------------ | ------ |
| 1995年（平成7年）  | 3,477  |
| 2000年（平成12年） | 4,090  |
| 2005年（平成17年） | 4,821  |
| 2010年（平成22年） | 4,967  |
| 2015年（平成27年） | 5,282  |
| 2020年（令和2年）  | 6,004  |

## 学区
区立小・中学校に通う場合、学区は以下の通りとなる（2023年3月時点）。
| 丁目     | 番地                     | 小学校               | 中学校             | 調整区域による変更可能校                |
| -------- | ------------------------ | -------------------- | ------------------ | --------------------------------------- |
| 東一丁目 | 全域                     | 渋谷区立常磐松小学校 | 渋谷区立鉢山中学校 | 渋谷区立広尾中学校                      |
| 東二丁目 | 1～7番 18～23番 25〜26番 | 渋谷区立常磐松小学校 | 渋谷区立鉢山中学校 | 渋谷区立広尾中学校                      |
| 東二丁目 | 27～29番                 | 渋谷区立長谷戸小学校 | 渋谷区立鉢山中学校 | 渋谷区立常磐松小学校 渋谷区立広尾中学校 |
| 東二丁目 | 8〜17番 24番             | 渋谷区立広尾小学校   | 渋谷区立広尾中学校 |                                         |
| 東三丁目 | 1～16番                  | 渋谷区立広尾小学校   | 渋谷区立広尾中学校 |                                         |
| 東三丁目 | 17〜27番                 | 渋谷区立長谷戸小学校 | 渋谷区立鉢山中学校 | 渋谷区立広尾小学校 渋谷区立広尾中学校   |
| 東四丁目 | 1～10番                  | 渋谷区立常磐松小学校 | 渋谷区立鉢山中学校 | 渋谷区立広尾中学校                      |
| 東四丁目 | 11〜14番                 | 渋谷区立広尾小学校   | 渋谷区立広尾中学校 |                                         |

## 交通

### 鉄道
町域内に鉄道駅はないが、JR東日本山手線および東京メトロ日比谷線恵比寿駅が近隣にある。町域北部では渋谷駅も利用可能である。

### バス
渋谷と恵比寿から広尾の日赤医療センターまで学バスが出ている。東4丁目という停留所がある。経路に実践女子学園、國學院大學、青山学院初等部、中等部などがある。
学校を回る学バスは、かつては都電の料金の半額であった。現在もなお他のバス路線より安く設定されている。

### 道路
- 東京都道416号古川橋二子玉川線（明治通り・駒沢通り）- 町域やや西側を南北に縦貫する。
- 東京都道412号霞ヶ関渋谷線（六本木通り）- 町域北辺を通る。
- 富士見坂（南郭坂）- 東二丁目と東三丁目との境界の西に下る坂。坂上の北角が服部南郭の邸宅趾。

## 事業所
2021年（令和3年）現在の経済センサス調査による事業所数と従業員数は以下の通りである。
| 丁目     | 事業所数    | 従業員数 |
| -------- | ----------- | -------- |
| 東一丁目 | 343事業所   | 6,235人  |
| 東二丁目 | 265事業所   | 2,547人  |
| 東三丁目 | 439事業所   | 6,325人  |
| 東四丁目 | 53事業所    | 1,524人  |
| 計       | 1,100事業所 | 16,631人 |

### 事業者数の変遷
経済センサスによる事業所数の推移。
| 年                 | 事業者数 |
| ------------------ | -------- |
| 2016年（平成28年） | 944      |
| 2021年（令和3年）  | 1,100    |

### 従業員数の変遷
経済センサスによる従業員数の推移。
| 年                 | 従業員数 |
| ------------------ | -------- |
| 2016年（平成28年） | 15,583   |
| 2021年（令和3年）  | 16,631   |

## 施設

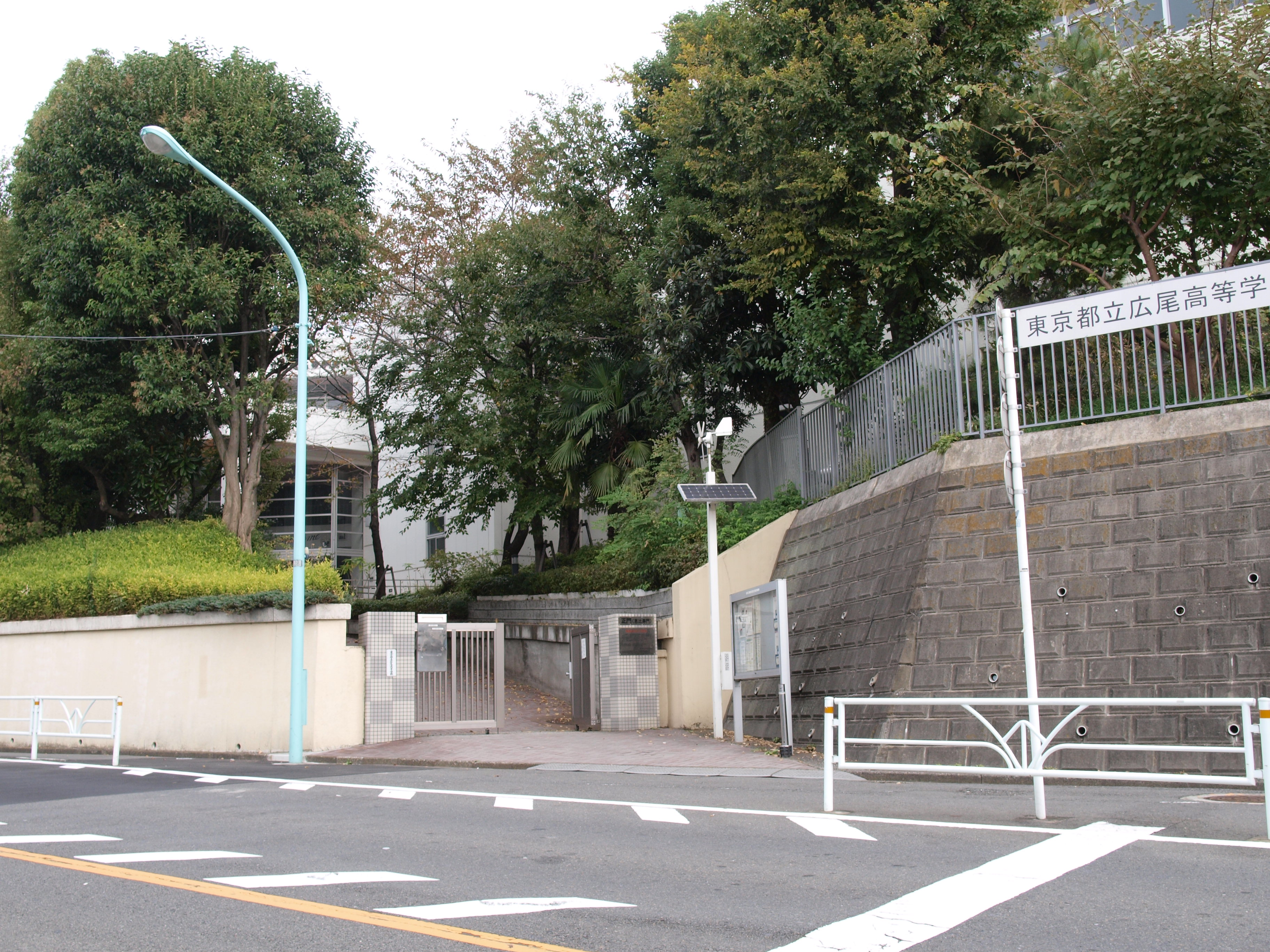
東京都立広尾高等学校

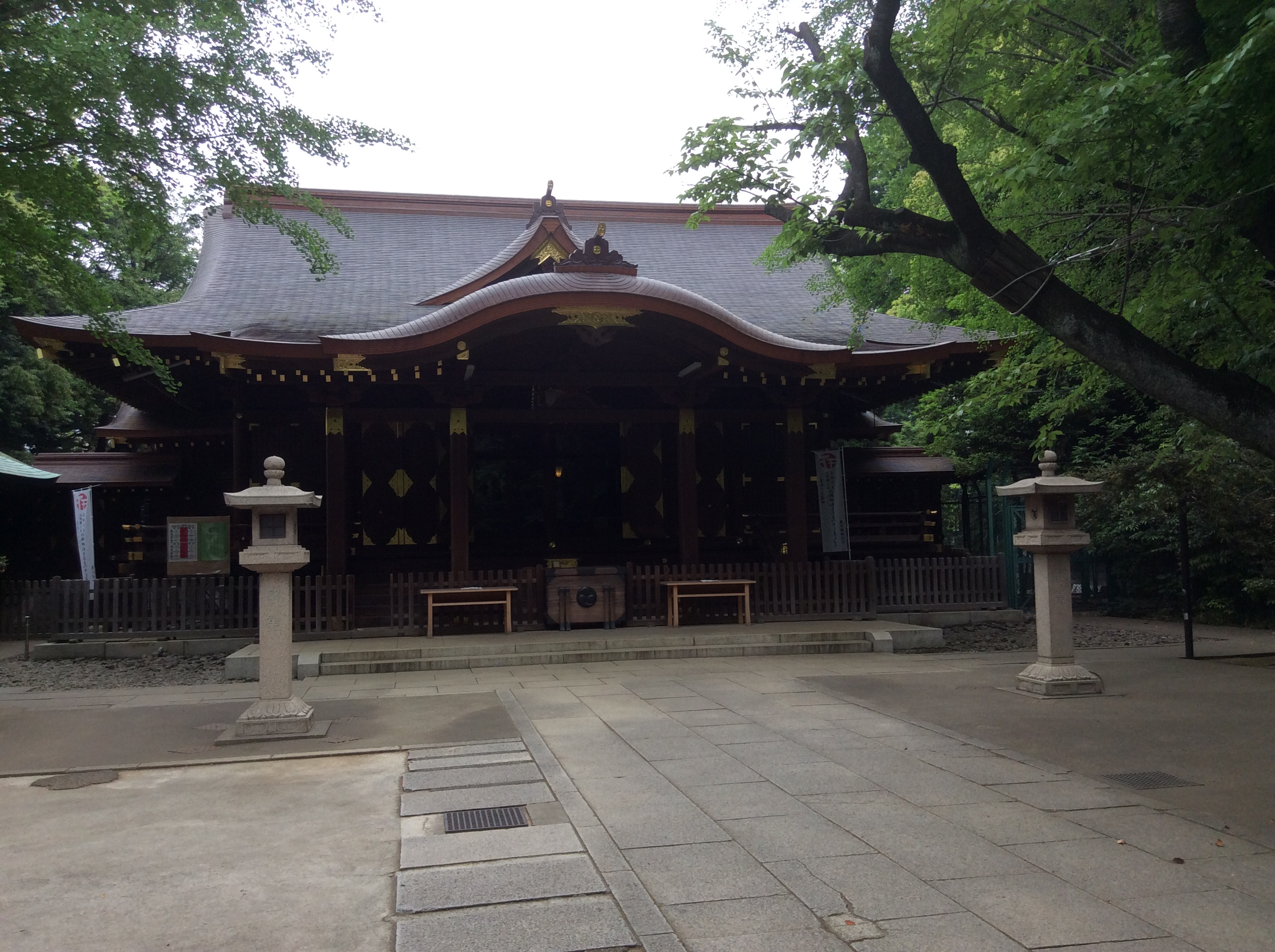
渋谷氷川神社

- 常陸宮邸
- 駐日トルクメニスタン大使館
- 渋谷清掃工場
- 白根記念渋谷区郷土博物館・文学館
- 温故学会会館
- 國學院大學
  - 國學院大學博物館
- 実践女子大学渋谷キャンパス
- 実践女子大学短期大学部
- 実践女子学園中学校・高等学校
- 東京都立広尾高等学校
- 渋谷区立広尾中学校
- 渋谷区立広尾小学校
- 渋谷区立常磐松小学校
- 渋谷区立渋谷図書館（2022年3月閉館）
- 渋谷氷川神社
- 天台宗宝泉寺
- 都営バス渋谷営業所
- LIQUIDROOM
- 渋谷ブリッジ

### 本社が所在する企業
- ぴあ
- 北沢産業
- テアトル・エコー
- トレンダーズ

### 商業施設
- ライフ（スーパーマーケット）
- ツルハドラッグ渋谷東店（2023年にザ・ダイソー ローソンストア100渋谷店跡に開店）

## その他

### 日本郵便
- 郵便番号 : 150-0011[3]（集配局 : 渋谷郵便局[16]）。